# Jean Vervisch
Pour les articles homonymes, voir Vervisch.
Jean Vervisch, né en 1896 à Etterbeek et mort en 1977 dans la même commune, est un artiste peintre belge.

## Biographie
Jean Vervisch naît en 1896 à Etterbeek,,. Il étudie avec Henri Ottevaere à l'Académie des beaux-arts de Saint-Josse-ten-Noode. Il passe également du temps en Afrique du Nord et en Italie.
Jean Vervisch expose aux côtés de Léon Londot, Henry Meuwis et Joseph Witterwulghe au Cercle artistique et littéraire de Bruxelles (nl) en avril 1927.
Il meurt en 1977 dans sa commune natale.